# FA Cup 1968/69
Der FA Cup 1968/69 war die 88. Austragung des The Football Association Challenge Cup (meist als FA Cup bekannt).
Der Pokalwettbewerb startete mit der Qualifikation zwischen dem 7. September 1968 und dem 11. November 1968. Die Hauptrunde begann anschließend ab dem 16. November 1968 und endete mit dem Finale in Wembley in London am 26. April 1969 vor einer Kulisse von offiziell 100.000 Zuschauern. Sieger des Wettbewerbs wurde zum vierten Mal Manchester City. Unterlegener Finalist war Leicester City.

## Wettbewerb

### Erste Hauptrunde
| Datum             |                        | Ergebnis |                        |
| ----------------- | ---------------------- | -------- | ---------------------- |
| 16. November 1968 | FC Altrincham          | 0:1      | Crewe Alexandra        |
| 16. November 1968 | Bangor City            | 2:3      | FC Morecambe           |
| 16. November 1968 | FC Barnet              | 1:1      | Brentwood Town         |
| 16. November 1968 | FC Barnsley            | 0:0      | AFC Rochdale           |
| 16. November 1968 | FC Bilston             | 1:3      | Halifax Town           |
| 16. November 1968 | Bradford City          | 1:2      | FC Chester             |
| 16. November 1968 | FC Brentford           | 2:0      | FC Woking              |
| 16. November 1968 | Brighton & Hove Albion | 2:2      | Kidderminster Harriers |
| 16. November 1968 | Bristol Rovers         | 3:1      | Peterborough United    |
| 16. November 1968 | Bury Town              | 0:0      | AFC Bournemouth        |
| 16. November 1968 | Cheltenham Town        | 0:4      | FC Watford             |
| 16. November 1968 | FC Chesterfield        | 2:0      | Skelmersdale United    |
| 16. November 1968 | Colchester United      | 5:0      | Chesham United         |
| 16. November 1968 | FC Darlington          | 2:0      | Grimsby Town           |
| 16. November 1968 | FC Dartford            | 3:1      | FC Aldershot           |
| 16. November 1968 | Doncaster Rovers       | 1:0      | Notts County           |
| 16. November 1968 | Exeter City            | 0:0      | AFC Newport County     |
| 16. November 1968 | Goole Town             | 1:3      | AFC Barrow             |
| 16. November 1968 | Grantham Town          | 2:1      | Chelmsford City        |
| 16. November 1968 | Hartlepool United      | 1:1      | Rotherham United       |
| 16. November 1968 | Hereford United        | 0:0      | Torquay United         |
| 16. November 1968 | FC Leytonstone         | 0:1      | FC Walsall             |
| 16. November 1968 | Luton Town             | 6:1      | FC Ware                |
| 16. November 1968 | Macclesfield Town      | 1:3      | Lincoln City           |
| 16. November 1968 | Mansfield Town         | 4:1      | Tow Law Town           |
| 16. November 1968 | Northampton Town       | 3:1      | FC Margate             |
| 16. November 1968 | FC Orient              | 1:1      | FC Gillingham          |
| 16. November 1968 | Oxford City            | 2:3      | Swansea Town           |
| 16. November 1968 | FC Reading             | 1:0      | Plymouth Argyle        |
| 16. November 1968 | Shrewsbury Town        | 1:1      | Port Vale              |
| 16. November 1968 | FC South Shields       | 0:6      | York City              |
| 16. November 1968 | Southend United        | 9:0      | FC King’s Lynn         |
| 16. November 1968 | Stockport County       | 3:0      | Bradford Park Avenue   |
| 16. November 1968 | Swindon Town           | 1:0      | Canterbury City        |
| 16. November 1968 | Tranmere Rovers        | 0:1      | FC Southport           |
| 16. November 1968 | FC Waterlooville       | 1:2      | Kettering Town         |
| 16. November 1968 | FC Wealdstone          | 1:1      | St Albans City         |
| 16. November 1968 | FC Weymouth            | 2:1      | Yeovil Town            |
| 16. November 1968 | AFC Workington         | 2:0      | Scunthorpe United      |
| 16. November 1968 | AFC Wrexham            | 4:2      | Oldham Athletic        |

#### Wiederholungsspiele
| Datum             |                        | Ergebnis |                        |
| ----------------- | ---------------------- | -------- | ---------------------- |
| 18. November 1968 | Brentwood Town         | 1:0      | FC Barnet              |
| 18. November 1968 | AFC Newport County     | 1:3      | Exeter City            |
| 18. November 1968 | Port Vale              | 3:1      | Shrewsbury Town        |
| 18. November 1968 | AFC Rochdale           | 0:1      | FC Barnsley            |
| 19. November 1968 | Rotherham United       | 3:0      | Hartlepool United      |
| 19. November 1968 | St Albans City         | 1:0      | FC Wealdstone          |
| 20. November 1968 | AFC Bournemouth        | 3:0      | Bury Town              |
| 20. November 1968 | FC Gillingham          | 2:1      | FC Orient              |
| 20. November 1968 | Kidderminster Harriers | 0:1      | Brighton & Hove Albion |
| 20. November 1968 | Torquay United         | 4:2      | Hereford United        |

### Zweite Hauptrunde
| Datum            |                        | Ergebnis |                  |
| ---------------- | ---------------------- | -------- | ---------------- |
| 7. Dezember 1968 | AFC Bournemouth        | 0:0      | Bristol Rovers   |
| 7. Dezember 1968 | Brighton & Hove Albion | 1:2      | Northampton Town |
| 7. Dezember 1968 | FC Chester             | 1:1      | Lincoln City     |
| 7. Dezember 1968 | FC Chesterfield        | 2:1      | AFC Wrexham      |
| 7. Dezember 1968 | Colchester United      | 0:1      | Exeter City      |
| 7. Dezember 1968 | FC Darlington          | 0:0      | FC Barnsley      |
| 7. Dezember 1968 | Doncaster Rovers       | 2:1      | FC Southport     |
| 7. Dezember 1968 | Halifax Town           | 1:1      | Crewe Alexandra  |
| 7. Dezember 1968 | Grantham Town          | 0:2      | Swindon Town     |
| 7. Dezember 1968 | Kettering Town         | 5:0      | FC Dartford      |
| 7. Dezember 1968 | Luton Town             | 3:1      | FC Gillingham    |
| 7. Dezember 1968 | Port Vale              | 0:0      | AFC Workington   |
| 7. Dezember 1968 | FC Reading             | 0:0      | Torquay United   |
| 7. Dezember 1968 | Rotherham United       | 2:2      | Mansfield Town   |
| 7. Dezember 1968 | Southend United        | 10:1     | Brentwood Town   |
| 7. Dezember 1968 | St Albans City         | 1:1      | FC Walsall       |
| 7. Dezember 1968 | Stockport County       | 2:0      | AFC Barrow       |
| 7. Dezember 1968 | FC Watford             | 1:0      | Brentford        |
| 7. Dezember 1968 | FC Weymouth            | 1:1      | Swansea Town     |
| 7. Dezember 1968 | York City              | 2:0      | FC Morecambe     |

#### Wiederholungsspiele
| Datum             |                 | Ergebnis |                  |
| ----------------- | --------------- | -------- | ---------------- |
| 9. Dezember 1968  | Mansfield Town  | 1:0      | Rotherham United |
| 10. Dezember 1968 | FC Barnsley     | 1:0      | FC Darlington    |
| 10. Dezember 1968 | Bristol Rovers  | 1:0      | AFC Bournemouth  |
| 10. Dezember 1968 | Swansea Town    | 2:0      | FC Weymouth      |
| 10. Dezember 1968 | FC Walsall      | 3:1      | St Albans City   |
| 11. Dezember 1968 | Crewe Alexandra | 1:3      | Halifax Town     |
| 11. Dezember 1968 | Lincoln City    | 2:1      | FC Chester       |
| 11. Dezember 1968 | Torquay United  | 1:2      | FC Reading       |
| 11. Dezember 1968 | AFC Workington  | 1:2      | Port Vale        |

### Dritte Hauptrunde
| Datum          |                      | Ergebnis |                         |
| -------------- | -------------------- | -------- | ----------------------- |
| 4. Januar 1969 | Aston Villa          | 2:1      | Queens Park Rangers     |
| 4. Januar 1969 | FC Barnsley          | 1:1      | Leicester City          |
| 4. Januar 1969 | Birmingham City      | 2:1      | Lincoln City            |
| 4. Januar 1969 | Blackburn Rovers     | 2:0      | Stockport County        |
| 4. Januar 1969 | Bolton Wanderers     | 2:1      | Northampton Town        |
| 4. Januar 1969 | Bristol Rovers       | 1:1      | Kettering Town          |
| 4. Januar 1969 | FC Burnley           | 3:1      | Derby County            |
| 4. Januar 1969 | FC Bury              | 1:2      | Huddersfield Town       |
| 4. Januar 1969 | Cardiff City         | 0:0      | FC Arsenal              |
| 4. Januar 1969 | Charlton Athletic    | 0:0      | Crystal Palace          |
| 4. Januar 1969 | FC Chelsea           | 2:0      | Carlisle United         |
| 4. Januar 1969 | Coventry City        | 3:1      | FC Blackpool            |
| 4. Januar 1969 | FC Everton           | 2:1      | Ipswich Town            |
| 4. Januar 1969 | Exeter City          | 1:3      | Manchester United       |
| 4. Januar 1969 | Hull City            | 1:3      | Wolverhampton Wanderers |
| 4. Januar 1969 | FC Liverpool         | 2:0      | Doncaster Rovers        |
| 4. Januar 1969 | Manchester City      | 1:0      | Luton Town              |
| 4. Januar 1969 | Mansfield Town       | 2:1      | Sheffield United        |
| 4. Januar 1969 | FC Middlesbrough     | 1:1      | FC Millwall             |
| 4. Januar 1969 | Newcastle United     | 4:0      | FC Reading              |
| 4. Januar 1969 | Oxford United        | 1:1      | FC Southampton          |
| 4. Januar 1969 | FC Portsmouth        | 3:0      | FC Chesterfield         |
| 4. Januar 1969 | Preston North End    | 3:0      | Nottingham Forest       |
| 4. Januar 1969 | Sheffield Wednesday  | 1:1      | Leeds United            |
| 4. Januar 1969 | AFC Sunderland       | 1:4      | FC Fulham               |
| 4. Januar 1969 | Swansea Town         | 0:1      | Halifax Town            |
| 4. Januar 1969 | Swindon Town         | 0:2      | Southend United         |
| 4. Januar 1969 | FC Walsall           | 0:1      | Tottenham Hotspur       |
| 4. Januar 1969 | FC Watford           | 2:0      | Port Vale               |
| 4. Januar 1969 | West Bromwich Albion | 3:0      | Norwich City            |
| 4. Januar 1969 | West Ham United      | 3:2      | Bristol City            |
| 4. Januar 1969 | York City            | 0:2      | Stoke City              |

#### Wiederholungsspiele
| Datum          |                | Ergebnis |                     |
| -------------- | -------------- | -------- | ------------------- |
| 6. Januar 1969 | FC Millwall    | 1:0      | FC Middlesbrough    |
| 7. Januar 1969 | FC Arsenal     | 2:0      | Cardiff City        |
| 8. Januar 1969 | Crystal Palace | 0:2      | Charlton Athletic   |
| 8. Januar 1969 | Kettering Town | 1:2      | Bristol Rovers      |
| 8. Januar 1969 | Leeds United   | 1:3      | Sheffield Wednesday |
| 8. Januar 1969 | Leicester City | 2:1      | FC Barnsley         |
| 8. Januar 1969 | FC Southampton | 2:0      | Oxford United       |

### Vierte Hauptrunde
| Datum           |                     | Ergebnis |                         |
| --------------- | ------------------- | -------- | ----------------------- |
| 25. Januar 1969 | FC Arsenal          | 2:0      | Charlton Athletic       |
| 25. Januar 1969 | Blackburn Rovers    | 4:0      | FC Portsmouth           |
| 25. Januar 1969 | Bolton Wanderers    | 1:2      | Bristol Rovers          |
| 25. Januar 1969 | FC Everton          | 2:0      | Coventry City           |
| 25. Januar 1969 | FC Fulham           | 1:2      | West Bromwich Albion    |
| 25. Januar 1969 | Huddersfield Town   | 0:2      | West Ham United         |
| 25. Januar 1969 | FC Liverpool        | 2:1      | FC Burnley              |
| 25. Januar 1969 | Manchester United   | 1:1      | FC Watford              |
| 25. Januar 1969 | Mansfield Town      | 2:1      | Southend United         |
| 25. Januar 1969 | FC Millwall         | 0:1      | Leicester City          |
| 25. Januar 1969 | Newcastle United    | 0:0      | Manchester City         |
| 25. Januar 1969 | Preston North End   | 0:0      | FC Chelsea              |
| 25. Januar 1969 | Sheffield Wednesday | 2:2      | Birmingham City         |
| 25. Januar 1969 | FC Southampton      | 2:2      | Aston Villa             |
| 25. Januar 1969 | Stoke City          | 1:1      | Halifax Town            |
| 25. Januar 1969 | Tottenham Hotspur   | 2:1      | Wolverhampton Wanderers |

#### Wiederholungsspiele
| Datum           |                 | Ergebnis |                     |
| --------------- | --------------- | -------- | ------------------- |
| 29. Januar 1969 | Manchester City | 2:0      | Newcastle United    |
| 28. Januar 1969 | Birmingham City | 2:1      | Sheffield Wednesday |
| 28. Januar 1969 | Halifax Town    | 0:3      | Stoke City          |
| 29. Januar 1969 | Aston Villa     | 2:1      | FC Southampton      |
| 3. Februar 1969 | FC Chelsea      | 2:1      | Preston North End   |
| 3. Februar 1969 | FC Watford      | 0:2      | Manchester United   |

### Fünfte Hauptrunde
| Datum            |                      | Ergebnis |                   |
| ---------------- | -------------------- | -------- | ----------------- |
| 11. Februar 1969 | Birmingham City      | 2:2      | Manchester United |
| 12. Februar 1969 | FC Chelsea           | 3:2      | Stoke City        |
| 12. Februar 1969 | FC Everton           | 1:0      | Bristol Rovers    |
| 12. Februar 1969 | Tottenham Hotspur    | 3:2      | Aston Villa       |
| 12. Februar 1969 | West Bromwich Albion | 1:0      | FC Arsenal        |
| 24. Februar 1969 | Blackburn Rovers     | 1:4      | Manchester City   |
| 26. Februar 1969 | Mansfield Town       | 3:0      | West Ham United   |
| 1. März 1969     | Leicester City       | 0:0      | FC Liverpool      |

#### Wiederholungsspiele
| Datum            |                   | Ergebnis |                 |
| ---------------- | ----------------- | -------- | --------------- |
| 24. Februar 1969 | Manchester United | 6:2      | Birmingham City |
| 3. März 1969     | FC Liverpool      | 0:1      | Leicester City  |

### Sechste Hauptrunde
| Datum        |                   | Ergebnis |                      |
| ------------ | ----------------- | -------- | -------------------- |
| 1. März 1969 | FC Chelsea        | 1:2      | West Bromwich Albion |
| 1. März 1969 | Manchester City   | 1:0      | Tottenham Hotspur    |
| 1. März 1969 | Manchester United | 0:1      | FC Everton           |
| 8. März 1969 | Mansfield Town    | 0:1      | Leicester City       |

### Halbfinale
Die beiden Spiele wurden am 22. April 1969 und am 29. April 1969 ausgetragen.
|                 | Ergebnis |                      | Ort        |
| --------------- | -------- | -------------------- | ---------- |
| Manchester City | 1:0      | FC Everton           | Birmingham |
| Leicester City  | 1:0      | West Bromwich Albion | Sheffield  |

### Finale
| Manchester City                             | Manchester City | Leicester City | Leicester City |
| ------------------------------------------- | --- | --- | -------------- |
| Manchester City                             | \| Finale \| \| Samstag, 26. April 1969 in London (Wembley) \| \| Ergebnis: 1:0 (1:0) \| \| Zuschauer: 100.000 \| \| Schiedsrichter: George McCabe \| \| Spielbericht \| | \| Finale \| \| Samstag, 26. April 1969 in London (Wembley) \| \| Ergebnis: 1:0 (1:0) \| \| Zuschauer: 100.000 \| \| Schiedsrichter: George McCabe \| \| Spielbericht \|                                         | Leicester City |
| Manchester City                             | Harry Dowd – Tony Book, Glyn Pardoe – Mike Doyle, Tommy Booth, Alan Oakes – Mike Summerbee, Colin Bell, Franny Lee, Neil Young, Tony Coleman Cheftrainer: Joe Mercer     | Peter Shilton – Peter Rodrigues, David Nish – Bobby Roberts, Alan Woollett, Graham Cross – Rodney Fern, Dave Gibson, Andy Lochhead, Allan Clarke, Lenny Glover (70. Malcolm Manley) Cheftrainer: Frank O’Farrell | Leicester City |
| Manchester City                             | 1:0 Neil Young (24.) | | Leicester City |
| Finale                                      | | |                |
| Samstag, 26. April 1969 in London (Wembley) | | |                |
| Ergebnis: 1:0 (1:0)                         | | |                |
| Zuschauer: 100.000                          | | |                |
| Schiedsrichter: George McCabe               | | |                |
| Spielbericht                                | | |                |